# Euonymus echinatus
Euonymus echinatus är en benvedsväxtart som beskrevs av Nathaniel Wallich. Euonymus echinatus ingår i släktet Euonymus och familjen Celastraceae. Utöver nominatformen finns också underarten E. e. vagans.